# Campiglossa siphonina
Campiglossa siphonina
 es una especie de insecto díptero que Mario Bezzi describió científicamente por primera vez en el año 1918.
Esta especie pertenece al género Campiglossa de la familia Tephritidae.